# 앨리슨 화이트
앨리슨 화이트(Alison Whyte, 1968년 1월 1일 ~ )는 오스트레일리아의 배우이다.

## 방송
- 콜걸의 방

## 영화
- 애나벨 집으로 (2019년) - 팰리 부인 역
- 빌로우 (2019년)
- 리츄얼 (2018년)
- 콜걸의 방 시즌 2 (2008년) - 로렌 역
- 콜걸의 방 시즌 1 (2007년) - 로렌 역
- 런닝 걸 (2007년)
- 서브테라노 (2003년)